# Feslová
Feslová také Názovská, Mičánka je bývalá usedlost v Praze 10 - Vinohradech v ulici Dykova. Její pozemky se nacházely mezi ulicemi Dykova a Korunní. Je po ní pojmenována ulice Na Míčánkách.

## Historie
Na rozhraní Vinohrad a Vršovic se vinice zvaná Jindřichovská rozkládala již na konci 14. století. Roku 1418 ji držel Jindřich z Falknova, který k nim připojil sousední vinice Chmelařovskou a Názovskou a ty poté bývaly známy pod společným názvem Názovská nebo v Názovkách. Roku 1495 vinohrad získalo Nové Město Pražské, později byl v majetku Starého Města Pražského.
V polovině 16. století vinici vlastnila Dorota Mičanová, měšťanka z Hradčan. Mičánka byla později rozdělena na Malou a Velkou (Malá se rozkládala jižně od Velké). V polovině 18. století měl Velkou Mičánku v majetku Josef Vössl (Fesl), poté je v tereziánském katastru uváděna v držení Ludmily Linkové.
Usedlost s dvorcem je zaznamenána kolem roku 1819, kdy ji vlastnil svobodný pán Karel Friedrich Steinmetz, později generální polní maršálek. U obytné hospodářské budovy byla zahrada a její pozemky měly celkovou výměru 61 strychů. Patřila k nim i pole Na poustce a další pole proti usedlosti Cikánka. Po Steinmetzovi Feslovou krátce vlastnil baron Jakub Wimmer, majitel více vinohradských a vršovických dvorů (Folimanka, Kleovka a další). Wimmer zemřel roku 1822 a nemovitost získal knihtiskař Bohumil Haase, majitel Nebozízku. Ještě roku 1843 je u Feslové uváděn vinohrad.
Haase vlastnil usedlost do roku 1857, kdy přešla do majetku továrníka Ulrycha Hubera. Za něj byla přestavěna na klasicistní vilu.

### Po roce 1883
Roku 1883 koupila pozemky Feslové Vinohradská záložna, která je dala rozparcelovat a zastavět. V horní části vznikla koncem 19. století restaurace s velkou zahradou.
Budovu usedlosti a pozemek o výměře téměř 2 ha roku od záložny koupila za 30 000 rakouských zlatých obec Vinohrady a roku 1884 zde zřídila okresní vychovatelnu arcivévodkyně Alžběty, určenou pro chudou, opuštěnou a zanedbanou mládež. Do provozu byla vychovatelna uvedena 24. října 1886 a jednalo se o první okresní vychovatelnu v Čechách. Chlapců bylo v zařízení obvykle kolem dvaceti, pobývali zde do 14 let věku a poté odcházeli do učení nebo se výjimečně vraceli zpět k rodičům. V průběhu 1. světové války kvůli nedostatku financí vychovatelna zanikla.
V letech 1923–1928 byla vila přestavěna na azylový Domov Charlotty Masarykové podle projektu první české architektky Milady Petříkové-Pavlíkové a jejího manžela Theodora Petříka. Útulek sloužil pro matky s dětmi, ženy zde kromě jídla a střechy nad hlavou mohly také získat práci a kulturní vyžití na čajových večírcích s hosty.
Za 2. světové války mělo objekt v pronájmu gestapo, které zde v letech 1942–1943 provozovalo tajnou porodnici pro těhotné vězněné ženy. Těm byly děti po narození odebrány, do matriky zapsány pod německými jmény a dány na převýchovu prostřednictvím nalezince při německé dětské klinice v ulici Ke Karlovu. Mezi vězeňkyněmi bylo i šest žen z Lidic, které byly po porodu převezeny do koncentračního tábora Ravensbrück.

### Po roce 1989
Ve vile byl zřízen Domov mládeže a pension.